# Twardziel (choroba)
Twardziel (łac. scleroma), historycznie nazywana "trądem Słowian" – choroba zakaźna wywołująca przewlekłe, swoiste zapalenie wytwórcze górnych dróg oddechowych. Jej czynnikiem etiologicznym jest pałeczka twardzieli (Klebsiella rhinoscleromatis). Najczęściej dotyczy ona jamy nosowej, a także jamy ustnej, gardła, krtani, rzadko tchawicy i oskrzeli. Obecnie występuje bardzo rzadko.

## Historia twardzieli
Dawniej twardziel uważano za rodzaj nowotworu zbliżony do mięsaka. Pierwsze dowody istnienia twardzieli pochodzą prawdopodobnie z terakotowych masek zakładanych na głowę używanych w cywilizacji Majów. Na niektórych twarzach masek znajdowano zmiany proliferacyjne w okolicy jamy nosowej sugerujące twardziel Twardziel rozpoznawana była na terenach polskich już w 1840 roku przez L. Bierkowskiego, który nazwał ją długotrwałym rakiem nosa. Pierwszy opis twardzieli podał w 1870 Ferdinand von Hebra z pomocą Moritza Kaposiego. W 1877 Mikulicz określił twardziel jako proces zapalny, a nie nowotworowy i opisał on zmiany histopatologiczne występujące w tej chorobie. Początkowo łacińska (i angielska) nazwa choroby brzmiała rhinoscleroma, jednak ze względu na publikacje w pierwszych 3 dekadach XX wieku mówiących o "pozanosowym" występowaniu twardzieli, II Światowy Kongres Otorynolaryngologiczny odbywający się w 1932 w Madrycie zdecydował o zmianie nazwy z rhinoscleroma na scleroma. Spowodowało to zamęt, gdyż inna choroba – twardzina – miała podobną nazwę (sclerodermia lub systemic sclerosis), stąd obecnie w nomenklaturze prawidłowe są obie nazwy twardzieli.

## Etiologia i występowanie
Choroba występuje obecnie bardzo rzadko. Dawniej występowała głównie endemicznie na terenach Europy środkowo-wschodniej (szczególnie: Węgry, Rumunia, Rosja) w tym na ziemiach polskich (głównie wschodnie województwa). Po II wojnie światowej większość obszaru występowania twardzieli znalazła się poza granicami Polski. Obserwowano jedynie zachorowania na terenie Podlasia i Lubelszczyzny. Wielu znanych polskich otolaryngologów wniosło duży wkład w badania nad patologią i kliniką twardzieli. Byli to między innymi Jan Szmurło, Antoni Dobrzański, Aleksander Baurowicz. 
Obecnie występuje głównie w krajach Bliskiego Wschodu, Afryce, Ameryce Środkowej i Południowej, Indiach oraz w południowo-wschodniej Azji. Opisywano także zachorowania w krajach basenu Morza Śródziemnego. W latach 2000–2004 w literaturze opisano jedynie 6 przypadków tej choroby na terenie Europy.
Twardziel jest chorobą wywoływaną przez Gram-ujemną bakterię pałeczkę twardzieli (pałeczkę Frischa, Klebsiella rhinoscleromatis). Opisana została ona przez A von. Frischa w 1882 roku. Występuje nieco częściej u kobiet niż u mężczyzn, głównie wśród ludności wiejskiej między 15. a 35. rokiem życia. Czynnikami sprzyjającymi zakażeniu pałeczką twardzieli są: złe warunki socjoekonomiczne, niedożywienie, brak higieny. Zakażenie następuje głównie na skutek długotrwałego przebywania z chorym.

## Anatomia patologiczna
Cechą charakterystyczną twardzieli jest powstanie twardych jak chrząstka nacieków zapalnych (stąd pochodzi jej nazwa). Nacieki te mogą być rozlane lub ograniczone. Jej umiejscowienie jest także charakterystyczne i dotyczy ujść otworów naturalnych jam górnych dróg oddechowych:
- przejście skóry w błonę śluzową nosa (przedsionek nosa)
- nozdrza tylne
- przejście gardła górnego w środkowe
- podgłośnia

Twarde nacieki składają się z dużej liczby komórek zapalnych. W późniejszym okresie w ziarninie występują także naczynia oraz tkanka łączna. W początkowym okresie w nacieku twardzielowym dominują granulocyty obojętnochłonne, limfocyty i komórki plazmatyczne. Cechą nacieku jest występowanie w nim charakterystycznych dla twardzieli komórek Mikulicza oraz komórek zawierających hialinę (ciałka Russela). Komórki Mikulicza obok fibroblastów dominują głównie w naciekach starszych, w świeżych zaś komórki z ciałkami hialinowymi. Naciek twardzinowy nie ulega rozpadowi tylko powoduje koncentryczne zwężenia. 
W przebiegu twardzieli wyróżniamy 3 okresy:
- okres nieżytu zanikowego
- okres nacieków guzkowatych (lub guzowatych)
- okres bliznowacenia

## Objawy i przebieg kliniczny
Twardziel jest przewlekłą i postępującą chorobą prowadzącą do powstania swoistej ziarniny zapalnej. Jej przebieg może być wieloletni. Najczęstszym objawem twardzieli jest niedrożność nosa, czasami wyciek obfitej cuchnącej wydzieliny, hiposmia lub anosmia, a w skrajnych przypadkach duszność.
W pierwszym okresie choroby w rynoskopii w jamie nosowej stwierdza się lepką wydzielinę o nieprzyjemnym zapachu. Po jej oczyszczeniu lub przepłukaniu jamy nosowej widoczna jest blada błona śluzowa i lśniące różowe lub szare guzki głównie przy przednim brzegu małżowiny nosowej dolnej albo w okolicy nozdrzy tylnych. W drugim okresie choroby guzki te powiększają się i łączą ze sobą tworząc zlewne nacieki powodujące między innymi asymetrię skrzydełek nosa lub "zamurowanie" przedsionka nosa. Duże pojedyncze guzy o nierównej powierzchni mogą się umiejscawiać także w innych opisanych powyżej okolicach, czasami z przedsionka nosa mogą one przechodzić także na policzki lub w okolicę wargi górnej. W trzecim okresie w procesie bliznowacenia następuje znaczne zwężenie i zatarcie struktur błony śluzowej. Umiejscowienie guzów twardzielowych w części nosowej gardła powoduje zarośnięcie ujścia gardłowego trąbki słuchowej. Nozdrza tylne ulegają znacznemu przewężeniu lub całkowitemu zarośnięciu. Podczas bliznowacenia nacieku na granicy gardła górnego i środkowego języczek ulega wywinięciu ku przodowi lub do tyłu. W skrajnych przypadkach może dojść do zrośnięcia podniebienia miękkiego z tylną ścianą gardła.

## Diagnostyka
Opiera się na typowym obrazie klinicznym. Badanie histopatologiczne wycinków z miejsc objętych naciekiem i stwierdzenie w nich komórek Mikulicza czy ciałek Russela potwierdza rozpoznanie. Ponadto oprócz badania histopatologicznego wykonuje się jeszcze barwienia immunohistochemiczne uzyskanego materiału. Pomocne w rozpoznaniu bywają także badania obrazowe (RM) oraz badania serologiczne. Odczyn Bordet-Gengou, czyli odczyn wiązania dopełniacza z antygenem twardzieli, wykazuje przydatność w diagnostyce i monitorowaniu postępów leczenia.

## Leczenie
Twardziel traktowana była jako choroba nieuleczalna. Od momentu wprowadzenia do jej leczenia streptomycyny obserwowano znaczą regresję zmian. Obecnie do leczenia rzadko występujących przypadków twardzieli używa się antybiotyków z grupy fluorochinolonów oraz ryfampicynę oraz tetracykliny i kotrimoksazol.

## Piśmiennictwo
- J. Iwaszkiewicz Zarys otolaryngologii wyd. PZWL. Warszawa 1967